# Naimanen
De  Naiman was rond het midden van de twaalfde eeuw het machtigste  kanaat in het gebied van het huidige Mongolië. Het woord Naiman heeft in het Mongools de betekenis van het cijfer acht. Die naam was gerelateerd aan het aantal clans van de Naimanen. De namen van de clans zelf en de door hen gebruikte titels geven echter aan dat de Naimanen een Turkstalig volk waren. Het is waarschijnlijk dat de naam Naiman aan hen gegeven werd door Mongoolse groepen, dan wel een Mongoolse aanpassing is van een Turkse etnische naam die eindigde op -nAm.

## Geografisch gebied

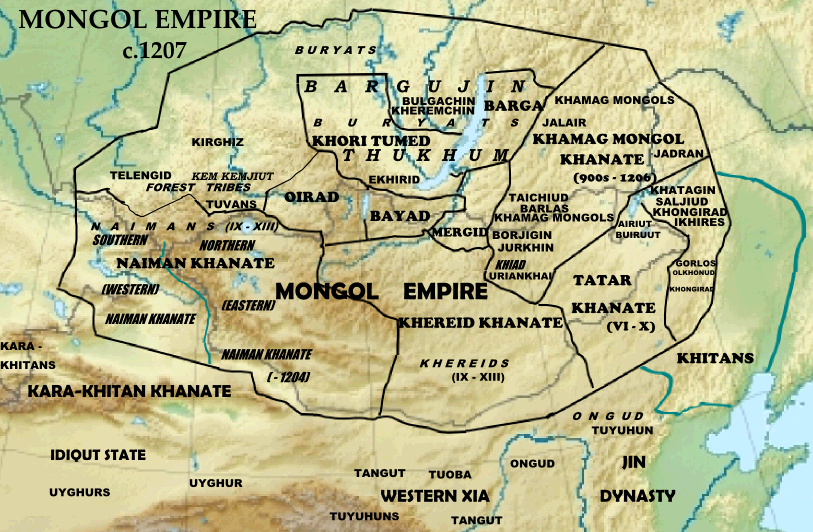
Verhoudingen in het Mongoolse gebied rond 1200

Het gebied van de Naimanen lag zowel ten noorden als ten zuiden van het  Altaigebergte. Op het hoogtepunt van hun macht  strekte het gebied zich uit van Karakorum in het oosten tot aan de rivier de Irtisj in het westen. In het zuiden grensde het aan het Tarimbekken en in het noorden aan de Minoesinskdepressie in Zuid-Siberië
Door de barrière van het Altaigebergte was het kanaat vaak verdeeld in twee, ook vaak onderling rivaliserende, gebieden. Omstreeks 1260 bereikten de Naimanen het hoogtepunt van hun macht toen Inancha Bilge Khan weer over een verenigd kanaat heerste. Hij verdeelde beide delen weer over zijn twee zonen, maar vanaf 1204 is er weer sprake van een vereniging onder Tayang Khan.

## Culturele achtergrond
De Naimanen waren nomaden. Veel van hun gebruiken waren dezelfde als die van de Mongolen. Het kanaat van de Naimanen had wel een hogere graad van organisatie dan dat van de Mongolen. Hun heersers kwamen uit dezelfde clan die een dynastie vormde. Zij hadden een vorm van grensbewaking en een koninklijk zegel. De elite en het hof van de Naimanen was waarschijnlijk geletterd. De Naimanen hadden een lage dunk van de Mongolen van Dzjengis Khan en spraken over hen als  stinkende wilden  die ongeschikt zouden zijn om over het Mongools plateau te heersen.
Er zijn teksten in De geheime geschiedenis van de Mongolen waar in vorsten van de Naimanen beschreven worden als regenmakers en uitvoerders van andere sjamanistische rituelen. Een belangrijk deel van de elite van de Naimanen had zich echter, net als bij andere Turks-Mongoolse stammen als de Keiraïten, de Merkieten en de Onggud bekeerd tot het christendom. De zoon van Tayang Khan werd opgevoed als christen en ook Willem van Rubroeck beschreef hen als christenen. Er is een inscriptie op een rots in het Syrisch gevonden, die duidelijk maakt dat er in hun gebied sprake was van activiteiten van de nestoriaanse Kerk van het Oosten.

## Geschiedenis

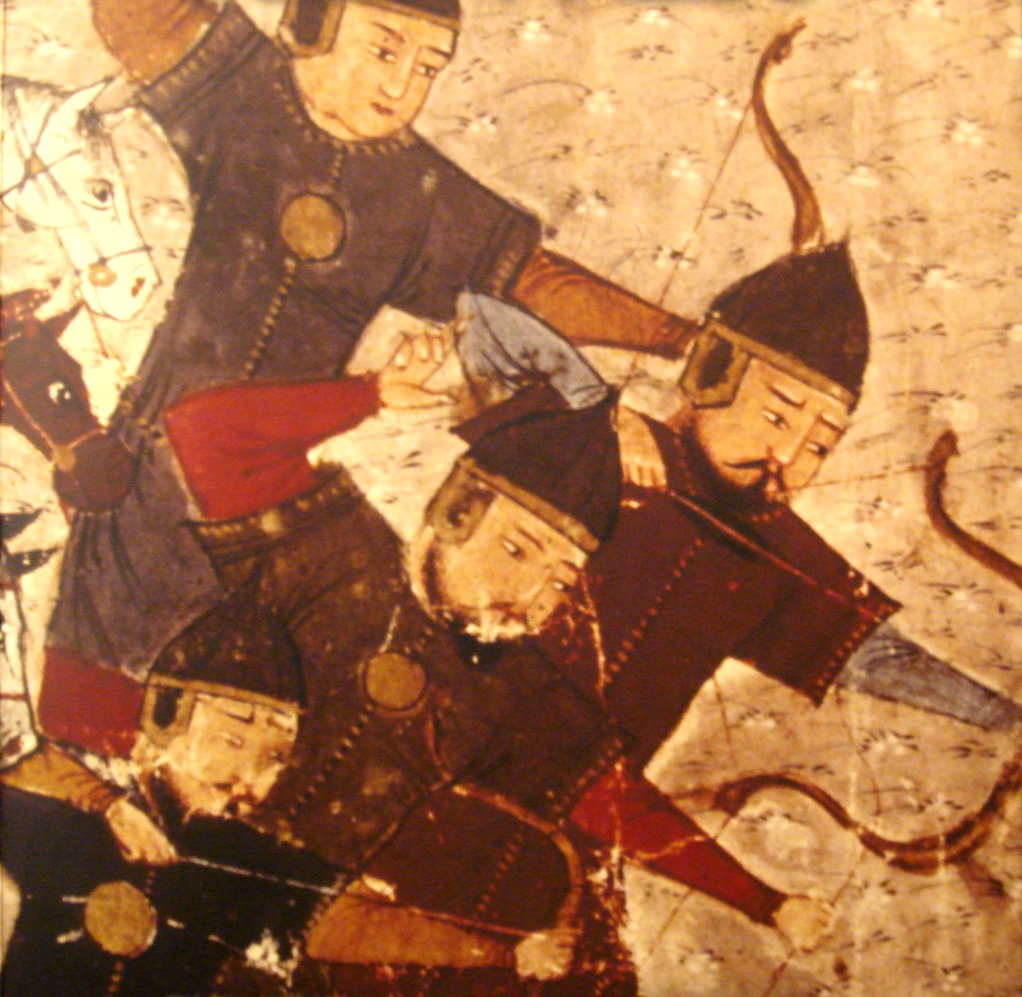
Illustratie van Mongoolse soldaten in het Jami' al-tawarikh van de Perzische historicus Rashīd al-Dīn

Tijdens de periode van opkomst van Dzjengis Khan was de rivaliteit tussen de Naimanen en de Keiraïten een constante factor in het Mongoolse gebied. Onder Inancha Bilge Khan hadden de Naimanen de Keiraïten gedomineerd, maar na zijn dood werden de laatsten machtiger. De Naimanen trachtten dan ook een alliantie te smeden met de Merkieten. De heerser van de Keiraïten, Ong Khan,  ging steun ging verlenen aan Dzjengis Khan als khan van alle Mongolen. De Naimanen reageerden door hun steun uit te spreken voor zijn rivaal Jamuka.
In 1202 vielen Dzjengis Khan en Ong Khan het gebied van de Naimanen aan en wisten hen naar het westen te drijven. Daarna kregen Dzjengis Khan en Ong Khan onenigheid en de Naimanen wisten de Ong Khan te verslaan. In 1204 versloeg Dzjengis Khan de  Merkieten. In 1206 werd  Küchülüg, de zoon van Tayang Khan gedwongen nog verder naar het westen te vluchten. Met de restanten van zijn leger zocht hij een toevlucht in het rijk van de Kara-Kitan.  Aanvankelijk was er sprake van een relatief vreedzame relatie. In 1211 nam hij echter de macht over in dat rijk.  In 1218 veroverde Dzjengis Khan ook dit gebied en Küchülüg, de laatste onafhankelijke heerser van de Naimanen, werd geëxecuteerd.
Enkele Naimanen wisten na de verovering in het Mongoolse Rijk belangrijke posities te verwerven. Vrouwen uit het volk van de Naimanen hadden de naam een buitengewone schoonheid te bezitten en de keizerlijke Mongoolse familie nam veel van hen als vrouw. Tijdens de Yuan-dynastie was de bevolking van dat rijk opgedeeld in een aantal categorieën. De Naimanen waren niet opgenomen in de hoogste categorie van de Mongolen zelf, maar in die van de   Semuren . Dat heeft een betekenis als Gemengde categorieën. Dit waren verder bijvoorbeeld Oeigoeren, Tangut, Perzen, Turken en enkele christenen.   

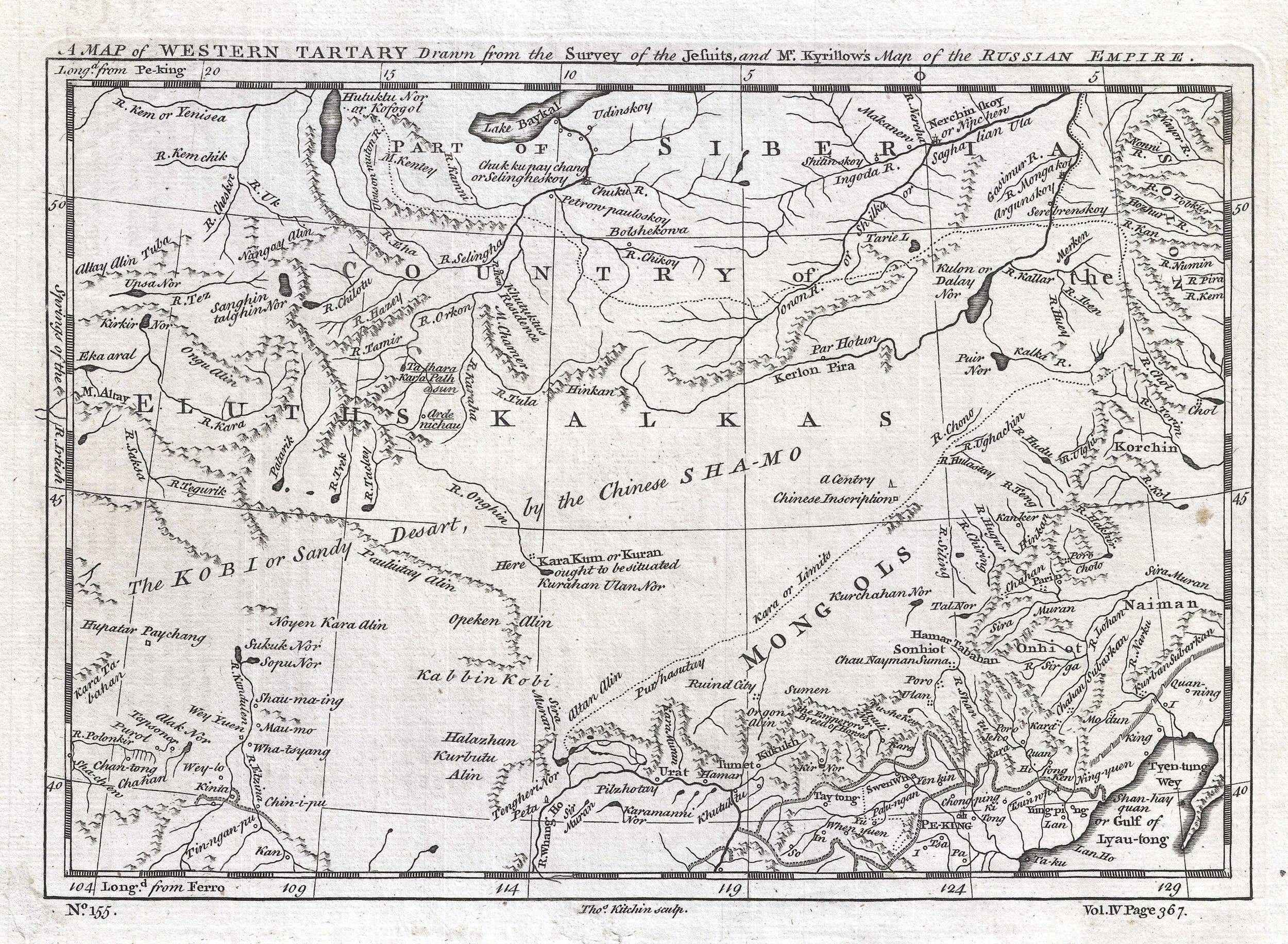
De locatie van Naimanen (oostelijk deel van de kaart) omstreeks 1740 in het huidige Binnen-Mongolië

Een groot deel van de Naimanen migreerde uiteindelijk naar het gebied van de Blauwe Horde dat door Jochi werd beheerst. Dat is het gebied dat globaal het huidige Kazachstan is. De  Naimanen werden naast de Kirgiezen en Kazachen een bevolkingsgroep in het gebied. In Chinese bronnen van begin zestiende eeuw wordt een andere groep Naimanen benoemd als  tabu naima  en beschreven als een subgroep van de Mongoolse stam van de Dörbet.
In de periode van de Noordelijke Yuan-dynastie vormden groepen  Naimanen een van de acht districten van het gebied van de Chahar-Mongolen in het huidige Binnen-Mongolië. Na de val van die dynastie in 1635  en de verovering van het gebied door de Mantsjoes werd van hun district een vendel onder die naam gemaakt. In de eenentwintigste eeuw wordt de naam Naiman nog in Binnen-Mongolië gebruikt om een gebied aan te duiden in de omgeving van het huidige Tongliao.